# Сасо ди Бордигера (Империја)
Сасо ди Бордигера је насеље у Италији у округу Империја, региону Лигурија.
Према процени из 2011. у насељу је живело 200 становника. Насеље се налази на надморској висини од 209 м.